# Luarsab I av Kartli
Luarsab I av Kartli, död 1556, var en georgisk monark. Han var kung i kungariket Kartli mellan 1527 och 1556.